# إيرين كروغمان
إيرين كروغمان (بالإنجليزية: Irene Krugman)‏ هي نحّاتة أمريكية، ولدت في 1925 في نيويورك في الولايات المتحدة، وتوفيت في 1982 في موريستاون في الولايات المتحدة بسبب سرطان.